# Bernhard Cullmann
Bernhard "Bernd" Cullmann (Rötsweiler, Alemania Federal, 1 de noviembre de 1949) es un exfutbolista alemán, también conocido como "Bernd", que disputó toda su carrera deportiva en el FC Colonia. Su hijo Carsten Cullmann también jugó para el Colonia.

## Biografía

### Carrera internacional
Con la selección de fútbol de Alemania disputó los Mundiales de 1974 y 1978, además de la Eurocopa 1980.

## Clubes
| Club       | País     | Año       | Partidos | Goles |
| ---------- | -------- | --------- | -------- | ----- |
| FC Colonia | Alemania | 1970-1984 | 341      | 29    |

- Datos: Q438453
- Multimedia: Bernhard Cullmann / Q438453